# Ёглино (остановочный пункт)
Ёглино — остановочный пункт Санкт-Петербургского региона Октябрьской железной дороги на линии Новолисино — Новгород. Располагается на северо-западной окраине Ёглинского болота, в 2,7 км к северо-востоку от деревни Ёглино в Тосненском районе Ленинградской области.  
На платформе останавливаются все проходящие через неё пригородные поезда.

## Расписание пригородных поездов
- Расписание пригородных поездов на сайте СЗППК
- Расписание пригородных поездов. Яндекс.Расписания.
- Расписание пригородных поездов на tutu.ru